# Marcela Nari
Marcela Nari (1965–2000) là một nhà sử học và nhà văn người Argentina, được nhớ đến với công trình của mình tại Đại học Buenos Aires về lịch sử phụ nữ và chủ nghĩa nữ quyền ở Argentina.

## Tiểu sử
Nari là một nhà văn về lịch sử của chủ nghĩa nữ quyền ở Argentina. Là tác giả của Políticas de Maternidad y Maternalismo Político. Buenos Aires, 1890–1940 về làm mẹ chính trị ở Argentina, bà có bằng Tiến sĩ về Lịch sử và là một chuyên gia về nghiên cứu của phụ nữ tại Đại học Quốc gia ở Buenos Aires. Ngoài việc thành lập Viện Interdisciplinario de Estudios de Género (Viện đa ngành về Nghiên cứu Giới), bà còn thúc đẩy nghiên cứu và phối hợp tại các trung tâm học tập khác. Các chủ đề nghiên cứu bao gồm lịch sử của phụ nữ và chủ nghĩa nữ quyền ở Argentina, và điều trị cho phụ nữ trong tù trong quá trình thai sản và làm mẹ. Bà cũng xuất bản hàng chục bài báo trên các tạp chí của Argentina và nước ngoài bao gồm Feminaria, mujer / fempress, Quan điểm Mỹ Latinh, Mora, Toda es Historia, Razón y Revolución và Boletín của Instituto Ravignani.
Trong các tác phẩm của mình, Nari đã chứng minh được cảm hứng từ sự cần thiết phải tăng dân số trong đất nước, giữa năm 1890 và 1940 các bác sĩ và nhà lập pháp đã cố gắng kiểm soát vai trò của người mẹ của phụ nữ khi có thể dựa trên những cân nhắc mang tính tôn giáo.